# Crocidura poensis
Crocidura poensis är en däggdjursart som först beskrevs av Fraser 1843.  Crocidura poensis ingår i släktet Crocidura och familjen näbbmöss. IUCN kategoriserar arten globalt som livskraftig. Inga underarter finns listade i Catalogue of Life.
Arten förekommer i västra Afrika från Sierra Leone och östra Guinea till Kamerun. Den lever även på några öar i regionen, till exempel Bioko (Ekvatorialguinea). Crocidura poensis vistas främst i skogar men den besöker även gräsmarker och buskskogar intill jordbruksmark.